# Pactolinus arctus
Pactolinus arctus är en skalbaggsart som först beskrevs av Desbordes 1914.  Pactolinus arctus ingår i släktet Pactolinus och familjen stumpbaggar. Inga underarter finns listade i Catalogue of Life.